# O Jardim Perfumado

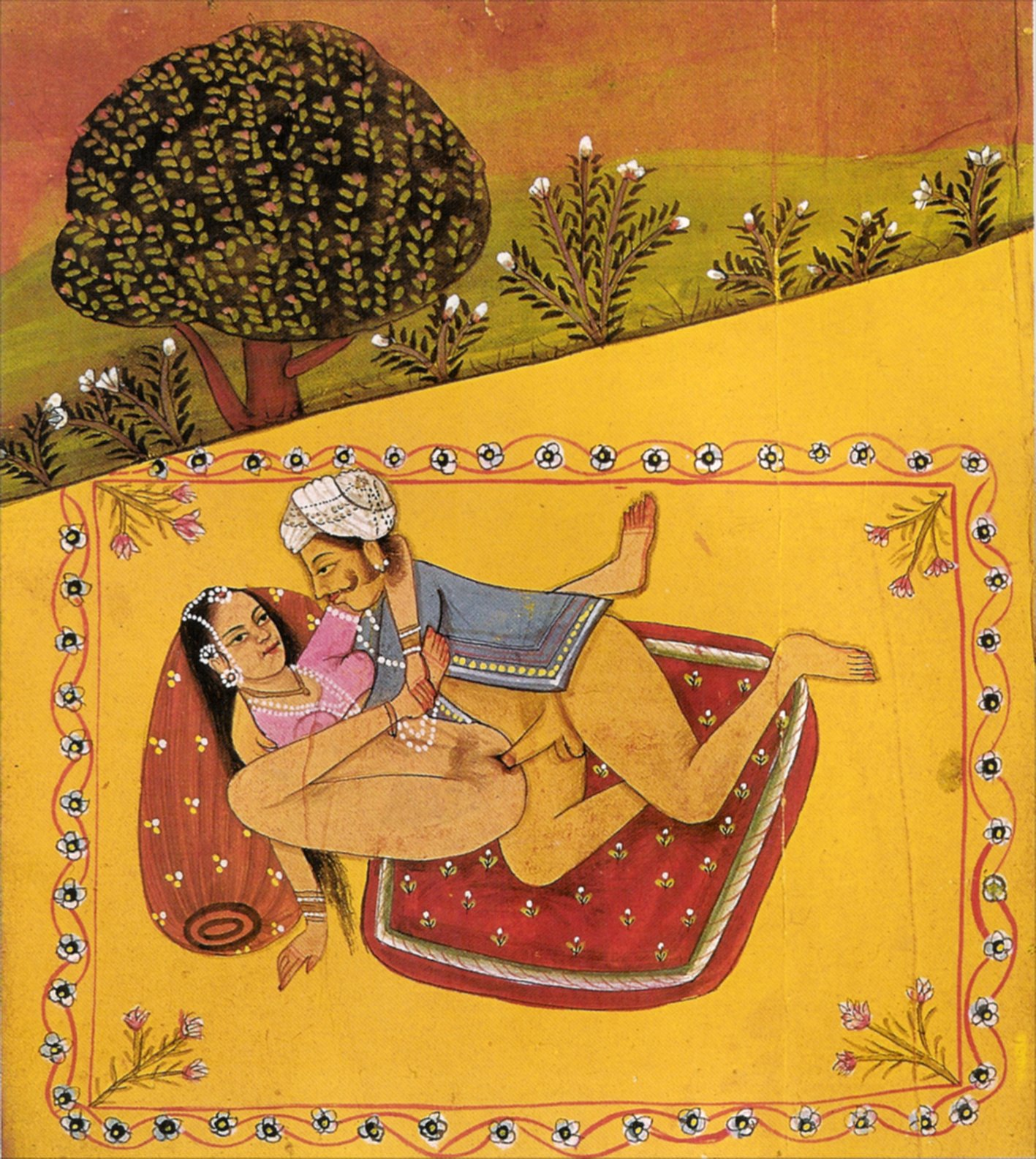
ilustração da posição

O Jardim Perfumado ou "Campos Perfumados" (em árabe: الروض العاطر في نزهة الخاطر) é um manual sexual escrito por Muhammad ibn Muhammad al-Nafzawi entre 1410 e 1434. Seu título completo é Os Campos Perfumados onde se obtêm os prazeres. 
O livro apresenta opiniões sobre qual qualidades os homens e mulheres devem ter para ser atraente, dá conselhos sobre técnicas sexuais, avisos sobre a saúde sexual, e receitas para algumas doenças sexuais. Ele também contém uma lista de nomes para o pênis e a vagina, uma seção sobre a interpretação de sonhos, e descreve atos ilícitos, como o homoerotismo feminino e a zoofilia. Para ilustrar este "manual da cópula", várias histórias são apresentadas para embasar, aludir ou advertir seus ensinamentos.

## Autor
O xeique Muhammad Al-Nafzawi (também escrito como Xeque Nefzaui) escreveu a obra "Campos Perfumados" no séc. XV, aproximadamente entre os anos 1410 e 1434, em Túnis, capital da Dinastia Haféssida. A obra fora encomendada pelo vizir Muhammad ibn ‘Awana Al-Zawawi para o sultão Abd Al-Aziz Abu Faris (1394-1434).